# العلاقات المارشالية الدومينيكانية
العلاقات المارشالية الدومينيكانية هي العلاقات الثنائية التي تجمع بين جزر مارشال وجمهورية الدومينيكان.

## مقارنة بين البلدين
هذه مقارنة عامة ومرجعية للدولتين:
| وجه المقارنة                                              | جزر مارشال                     | جمهورية الدومينيكان |
| --------------------------------------------------------- | ------------------------------ | ------------------- |
| المساحة (كم2)                                             | 181                            | 48.67 ألف           |
| عدد السكان (نسمة)                                         | 53.13 ألف                      | 10.40 مليون         |
| الكثافة السكانية (ن./كم²)                                 | 29.35 ألف                      | 213.68              |
| العاصمة                                                   | ماجورو                         | سانتو دومينغو       |
| اللغة الرسمية                                             | لغة إنجليزية، اللغة المارشالية | اللغة الإسبانية     |
| العملة                                                    | دولار أمريكي                   | بيزو دومنيكاني      |
| الناتج المحلي الإجمالي (بليون دولار)                      | 199.40 مليون                   | 75.93 مليار         |
| الناتج المحلي الإجمالي (تعادل القوة الشرائية) بليون دولار | 207.25 مليون                   | 149.89 مليار        |
| الناتج المحلي الإجمالي الاسمي للفرد دولار أمريكي          | 3.38 ألف                       | 6.47 ألف            |
| الناتج المحلي الإجمالي للفرد دولار أمريكي                 | 3.80 ألف                       | 13.26 ألف           |
| مؤشر التنمية البشرية                                      |                                | 0.715               |
| رمز المكالمات الدولي                                      | +692                           | +1809، +1829، +1849 |
| رمز الإنترنت                                              | .mh                            | .do                 |
| المنطقة الزمنية                                           | ت ع م+12:00                    | 00                  |

## منظمات دولية مشتركة
يشترك البلدان في عضوية مجموعة من المنظمات الدولية، منها:
| علم المنظمة | اسم المنظمة                                 | تاريخ انضمام جزر مارشال | تاريخ انضمام جمهورية الدومينيكان |
| ----------- | ------------------------------------------- | ----------------------- | -------------------------------- |
|             | تحالف الدول الجزرية الصغيرة                 | ?                       | ?                                |
|             | البنك الدولي للإنشاء والتعمير               | 21 مايو 1992            | 18 سبتمبر 1961                   |
|             | يونسكو                                      | 30 يونيو 1995           | 4 نوفمبر 1946                    |
|             | مؤسسة التمويل الدولية                       | 23 سبتمبر 1992          | 31 أكتوبر 1961                   |
|             | منظمة الشرطة الجنائية الدولية               | ?                       | ?                                |
|             | مؤسسة التنمية الدولية                       | 19 يناير 1993           | 16 نوفمبر 1962                   |
|             | الأمم المتحدة                               | 17 سبتمبر 1991          | 24 أكتوبر 1945                   |
|             | مجموعة دول أفريقيا والكاريبي والمحيط الهادئ | ?                       | ?                                |
|             | منظمة حظر الأسلحة الكيميائية                | ?                       | ?                                |